# برهان‌الحق
کتاب برهان‌الحق از تألیفات نورعلی الهی (استاد الهی ۱۲۷۴ - ۱۳۵۳) است که در سال ۱۳۴۲ شمسی منتشر شد. در این کتاب تاریخ، منشأ پیدایش، ارکان و اصول بنیادین اهل حق بررسی شده است. برهان‌الحق شامل بیست فصل و ملحقات آن می‌باشد که این قسمت شامل پاسخ‌های استاد الهی به پرسش‌هایی است که خوانندگان کتاب بعد از اولین چاپ آن مطرح کرده‌اند. کتاب برهان‌الحق در تاریخ اهل حق از اهمیت ویژه‌ای برخوردار است، زیرا اصول این مسلک تا قبل از انتشارآن تدوین نشده بود. بعد از انتشار برهان‌الحق گروه‌هایی از اهل حق و عده‌ای از پژوهشگران این کتاب را مرجع دانستند  زیرا مؤلف با دسترسی به متون اهل حق و منابع دست اول توانست مسلک اهل حق را محققانه معرفی کند. به خصوص درباره‌ی منشا و پیشینه‌ی اهل حق اطلاعات زیادی در اختیار همگان قرار دهد. تألیف برهان‌الحق باعث شد گروه اهل حق مسلمان که دارای مذهب امامی اثنی عشری هستند از اقلیت خارج شوند.

## بخش‌هایی از کتاب
فصل اول
«باید دانست تا آنجایی‌که تاریخ نشان می‌دهد نوع بشر در هر زمان و مکان بنا به اقتضای طبیعت و انطباق آن با مقتضیات وقت احتیاج مبرم به وضع قوانینی دارد، از لحاظ امور زندگی موجب حفظ انتظامات و آسایش جامعه باشد، و از لحاظ امور اخروی سبب معرفت به نفس و عالم ماوراءالطبیعه شود. روی این اصل از بدو پیدایش بشر تا کنون مربیانی به نام انبیا ظهور فرموده‌اند و هریک به هر عصری بوده‌اند به اقتضای رشد فکری آن عصر احکام خدایی را از طرف خدا انتشار داده‌اند، اسم آن را کتاب آسمانی گذاشته‌اند. ... نظر به اینکه هریک از آن قوانین موضوعه چنانکه فوقاً اشاره شد دارای دو جنبه هستند به این نتیجه می‌رسد: جنبه‌ی اول که دائر مدار امور زندگی و حافظ انتظامات و آسایش و تهذیب و تربیت اخلاقی جامعه است، مرحله‌ی شریعت نامیده می‌شود. جنبه‌ی دوم که ارتباط با معنویات و عالم اخروی و ماوراءالطبیعه دارد، مرحله‌ی عرفان و مقام عرفانی نام دارد.»
فصل دوم
«... هر امری از امور نسبت به هرکس و هر چیز یا امانت است (ودیعه) یا امانت‌گذار (مودع) یا امانت‌دار (مستودع)، مثلاً موجودیت موجودات امانت است از واجب‌الوجود، امانت گذارد به محل ممکنات که امانت‌دار است. همچنین حیات و رشد و اراده و عقل و فضل و دانش و منصب و مقام و تقوی و دیانت، از خداوند نزد انسان امانت است. و غفلت از انجام وظیفه نسبت به هریک خیانت است، یعنی عدم رعایت حفظ‌الصحه خیانت بر حیات، بوالهوسی خیانت به رشد، وسواسی خیانت به اراده، کوتاه‌فکری خیانت به عقل، پست‌فطرتی خیانت به فضل، جهالت خیانت به دانش، ستمگری خیانت به منصب و مقام، فسق و فجور خیانت به تقوی، کفر و شرک خیانت به دیانت و امثالهم است.»

## دیگر تألیفات
- معرفت‌الروح( ۱۳۴۸ ش)
- حاشیه بر حق‌الحقایق [۸]